# Cerdó
Cerdó (Κέρδων) va ser un mestre gnòstic de la primera meitat del segle ii, conegut per ser el predecessor de Marció.
Epifani de Salamina i Filastre de Brescia afirmen que era nadiu de Síria, i Ireneu de Lió diu que va arribar a Roma durant l'episcopat d'Higini, que va finalitzar cap al 140. Per tant, es creu que Cerdó podria haver arribat vers l'any 135. Ireneu comenta que a Roma Cerdó no va tenir la intenció de fundar una secta al marge de l'església romana, ans al contrari, sembla que va confessar-se públicament i va assistir a les reunions eclesiàstiques, però mentrestant seguia ensenyant la seva doctrina en secret, quelcom pel que va haver de confessar novament i declarar-se culpable de transmetre l'heretgia gnòstica, que li va suposar l'expulsió de la comunitat cristiana o bé la va abandonar per pròpia voluntat. D'altra banda, Epifani és inexacte a l'hora d'atribuir a Cerdó la direcció d'una secta de cerdonians, perquè autors anteriors a ell parlen només de Cerdó i no pas dels seus seguidors. En tot cas, probablement, els seus seguidors ben aviat van unir-se a l'escola de Marció, que es diu que va arribar a Roma i unir-se a Cerdó poc després de l'arribada d'aquest a la ciutat.
Aparentment, Cerdó no va deixar escrits, tampoc hi ha evidències que les persones que informen sobre la seva doctrina tinguessin coneixement que fos diferent de la forma que van prendre en les ensenyances dels seus successors marcionites. En conseqüència, no es pot determinar amb tota certesa quina quantitat de les ensenyances de Marció són procedents de Cerdó, o en quines qüestions hi havia discrepàncies entre ambdós. Entre els autors antics, Hipòlit de Roma, per exemple, no fa un intent de discernir entre les dues doctrines, i Tertul·lià en la seva obra contra Marció, esmenta a Cerdó quatre vegades, però només especifica que és el predecessor de Marció. D'altra banda, Ireneu diu que Cerdó ensenyava que el Déu predicat en la llei i pels profetes no era Déu Pare realment; el primer era el conegut, el segon desconegut; el primer era el just, el segon el bo. D'altra banda, Pseudo-Tertul·lià en aquest respecte ho representa en els tractats d'Hipòlit, quelcom que després van emprar Filastre i Epifani.
Se sap que Cerdó va introduir dos primers principis i dos déus, un bondadós i l'altre dolent; el darrer creador del món. És una diferència important que el Déu bo és oposat a aquell que Ireneu esmenta com el just i segons Hipòlit el dolent. A més, Hipòlit diu que es deia de Cerdó que ensenyà tres principis de l'univers: ἀγαθὸν, δίκαιον, ὕλην. Pseudo-Tertul·lià diu que Cerdó va rebutjar la llei i els profetes, renuncià al creador, ensenyant que Crist fou el fill de la deïtat bona, i que no va venir en substància de la carn, sinó en aparença, que realment ni va morir ni va néixer d'una verge; reconeixia, tanmateix la resurrecció només d'ànima, negant la del cos. Aquest autor, sense el suport d'altres autors, que Cerdó només va rebre l'evangeli de Sant Lluc i fragmentàriament; que va rebutjar les epístoles de Pau i les parts d'altres, a més de refusar completament els Fets dels Apòstols i l'Apocalipsi; de fet, aquest autor està transferint a Cerdó el que s'havia atribuït a Marció.